# Patrick Gerola
 (juillet 2019).
Patrick Gerola, né le 28 juin 1959 à Bruxelles, est un peintre et scénographe belge.

## Biographie

### Jeunesse
Il étudie à l’Académie royale des beaux-arts de Bruxelles, pour ensuite collaborer à partir de 1981 avec Micha Van Hoecke, directeur de l’école de ballet de Maurice Béjart et chorégraphe de la compagnie « L’ensemble », en tant que scénographe. En 1983, Patrick Gerola s’installe au Japon.

## Technique
Patrick Gerola confectionne lui-même ses couleurs selon la technique ancienne dite « al fresco » (fresque) ce qui donne un aspect particulier à son œuvre. Il s'inspire également des techniques traditionnelles de la peinture japonaise.

## Expositions
Patrick Gerola a fait de nombreuses expositions en Belgique, en France, en Chine et au Japon

### Expositions temporaires récentes
- 2019 : Musée d’art moderne, Centre national des Arts de Tokyo, Japon[4]

## Œuvres diverses

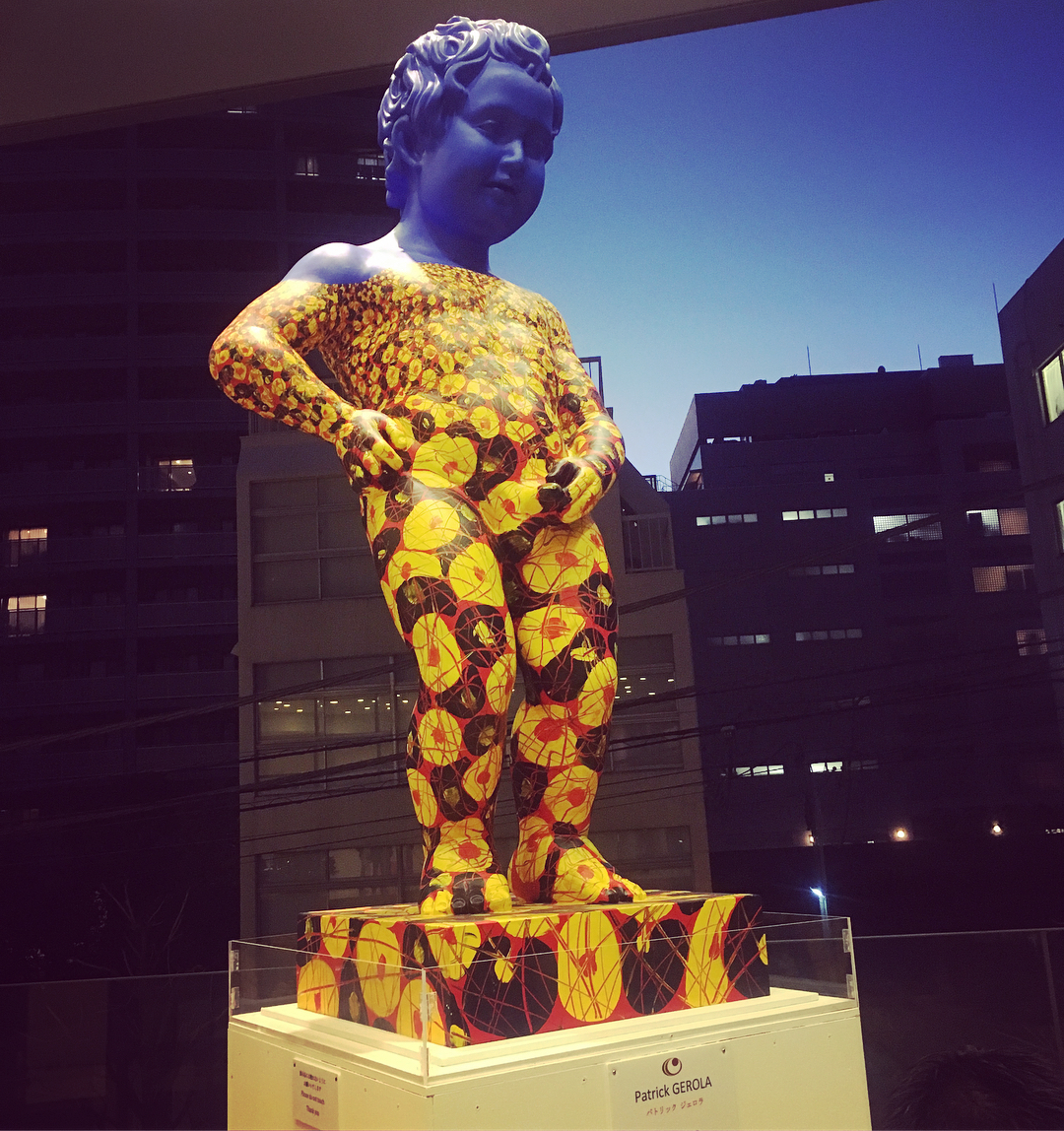
Un Manneken-Pis de 2m20 par Patrick Gerola exposé au Japon.

### Sculpture
Patrick Gerola réalise des Manneken-Pis de 2m20 de hauteur sur lesquels il transpose ses peintures et qui sont régulièrement exposés en Europe et au Japon,,.
" Le Manneken-Pis, est très présent dans mon travail. Toucher à un symbole de la Belgique est, pour moi, une preuve d’amour et représente mes origines. J’ai choisi de transposer mes peintures sur la célèbre sculpture “Mannekens-Pis” que je considère comme peinture vivante, image sympathique et populaire de mon pays. Je me souviens d’avoir rencontré de nombreux touristes heureux de découvrir Manneken-Pis à Bruxelles et surpris de découvrir qu’il n’avait que 62 cm de hauteur. J’ai choisi de leur faire plaisir en leur faisant le cadeau de la création de mes Manneken-Pis de 2,20 m de hauteur" .